# 罗莎琳·卡特
埃莉诺·罗莎琳·史密斯·卡特（英語：Eleanor Rosalynn Smith Carter，1927年8月18日—2023年11月19日），美国前总统吉米·卡特妻子、美国前第一夫人。在她数十年的公共服务中，她最为人所知的是作为妇女权利和心理健康的主要倡导者。

## 早年经历

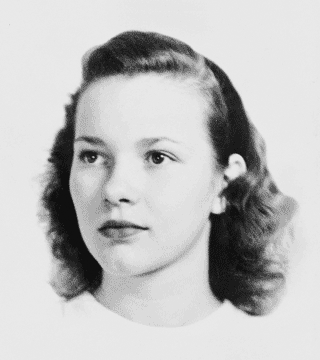
1944年，羅莎琳·史密斯17歲左右

1927年，罗莎琳·史密斯生於美國喬治亞州薩姆特縣的普莱恩斯。她是威爾本·埃德加·史密斯（Wilburn Edgar Smith）和弗朗西斯·阿麗西婭·“艾莉”·默里·史密斯（Frances Allethea "Allie" Murray Smith）的四個孩子当中的長女，威爾本·埃德加·史密斯是一名汽車修理工、公共汽車司機和農民，弗朗西斯·阿麗西婭·“艾莉”·默里·史密斯是一名教師、裁縫和郵政工人。
1940年，在羅莎琳13歲時，她的父親因白血病而去世。她稱失去父親是她童年的終結。此後，她幫助母親撫養弟弟妹妹，並協助做裁縫生意以履行家庭的經濟義務。 羅莎琳稱讚她的母親激發了她自己的獨立性，並說她從母親那裡學到了“你可以做你必須做的事”。在普萊恩斯高中，羅莎琳努力學習，實現了父親讓她上大學的夢想。羅莎琳以普萊恩斯高中致詞者身份畢業。不久之後，她就讀於佐治亚西南學院並於1946年畢業。
1945年，罗莎琳在从美国海军学院安纳波利斯回家时认识了吉米·卡特，两人于1946年7月7日结婚，共同經歷了超過77年。

## 政治生涯

### 佐治亚州第一夫人
1970年，卡特当选佐治亚州州长，她是竞选团队的重要成员。1970年幫助丈夫贏得佐治亚州州長職位後，羅莎琳決定在擔任該州第一夫人時將注意力主要集中在心理健康領域。她被任命為州長改善精神和情感殘疾人服務委員會成員。委員會的許多建議獲得批准並成為法律。1971年8月，卡特對佐治亚州的精神衛生設施進行了全州範圍的參觀。她將自己為智障兒童所做的努力描述為她作為佐治亚州第一夫人最值得驕傲的成就。
卡特也曾在喬治亞州亞特蘭大的佐治亚地區醫院擔任志願者，並擔任了四年佐治亚州國際特殊奧林匹克組織的名譽主席。

### 美國第一夫人

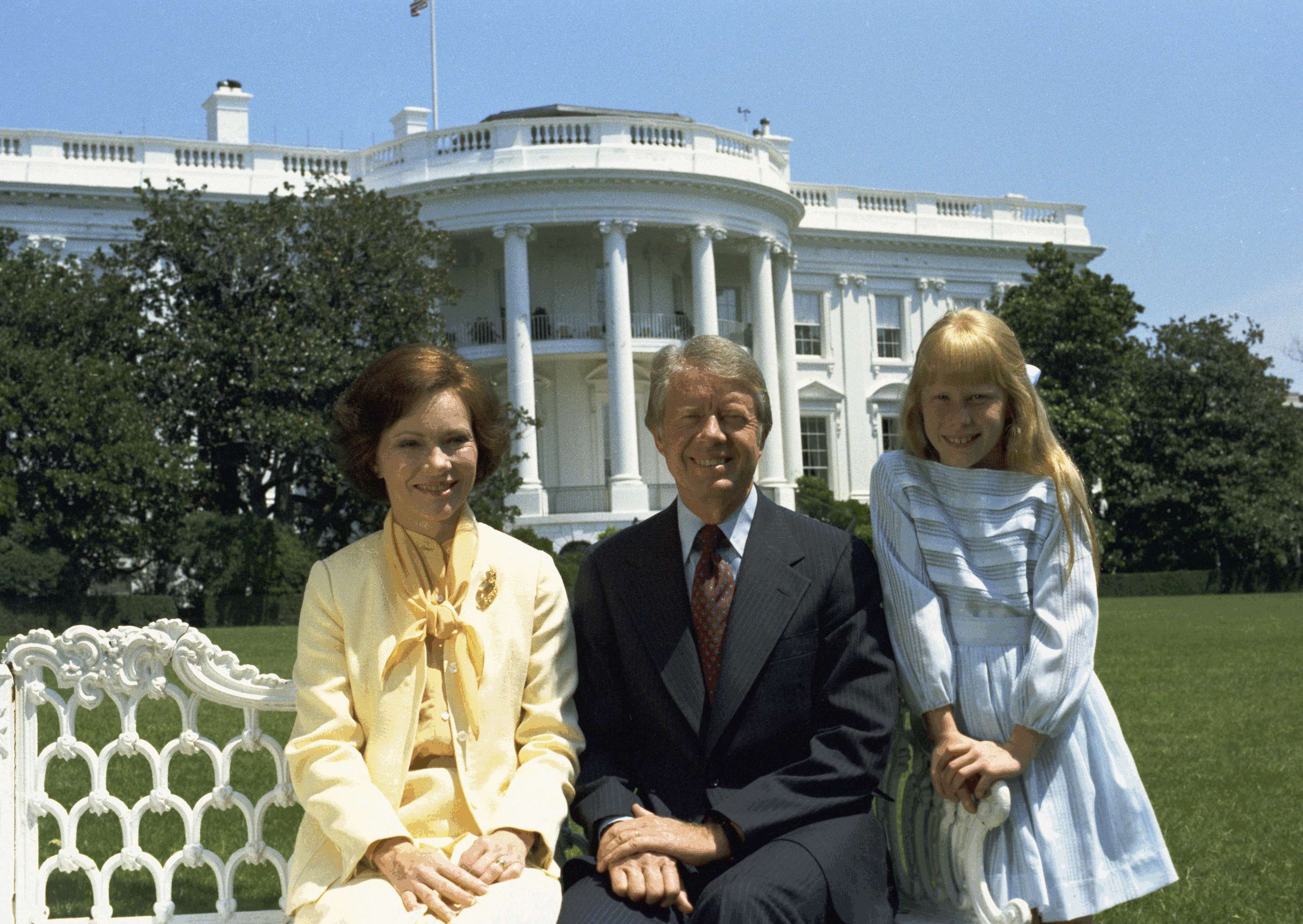
第一家庭：1977年7月24日，羅莎琳、卡特和艾米在白宮南草坪

1977年1月20日，卡特正式就任美國總統，她也成为了美国第一夫人。她邀请来自世界各地的古典音乐艺术家以及美国艺术家前往白宫。

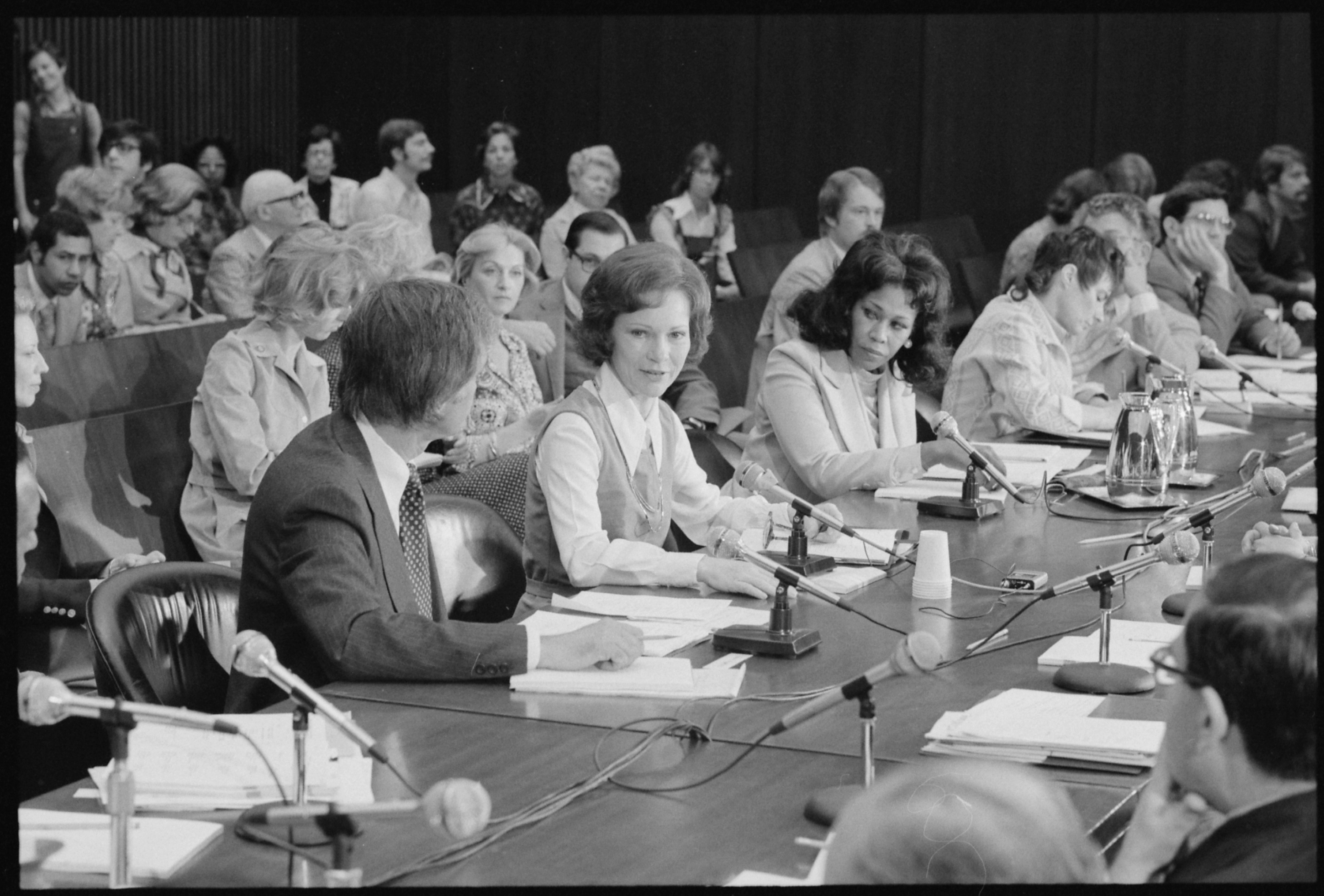
1977年4月20日，羅莎琳·卡特在伊利諾州芝加哥主持總統心理健康委員會會議

與鄧小平的妻子卓琳並肩行走

1980年卡特敗選後，卡特夫婦在亚特兰大建立了卡特中心，這是一個倡導人權、民主與公共衛生的全球中心。她是卡特中心的副主席、人居中心的顾问、人类董事会成员。

### 心理健康運動
1977年3月，卡特接受了就任第一夫人以來的首次訪談。她概述了關注心理健康的目標：「讓每個需要心理健康護理的人能夠在家附近接受治療，並消除心理健康護理的恥辱，以便人們可以自由地談論它並尋求幫助。」幫助。長期以來，承認自己有心理健康問題一直是禁忌。」
羅莎琳·卡特曾擔任總統心理健康委員會的現任榮譽主席。她代表1980年頒布的《精神衛生系統法案》在參議院委員會作證，使她成為第二位出席國會的第一夫人（第一位是埃莉诺·罗斯福）。在她優先考慮的事項中，心理健康是最高的。罗莎琳·卡特致力於改變政府對精神病患者援助的本質，希望讓人們能夠坦然承認自己的殘疾，而不必擔心被稱為瘋子。

## 個人生活

### 婚姻與家庭
1945年，當羅莎琳第一次與吉米·卡特約會時，他們的家人就已經認識了，當時吉米卡特正在安納波利斯的美國海軍學院就讀。在看到他穿著安納波利斯制服的照片後，她被他吸引了。當吉米親吻羅莎琳時，兩人坐在卡特妹妹露絲·卡特·史台普頓男友的汽車後座上。這讓羅莎琳大吃一驚，這是羅莎琳第一次允許男孩在第一次約會時這樣做。1946 年2月，羅莎琳隨吉米父母前往安納波利斯，同意與吉米結婚。兩人計劃於七月舉行婚禮，並保密了這項安排。羅莎琳拒絕告訴她的母親，她選擇結婚而不是繼續接受教育。1946年7月7日，他們在普萊恩斯結婚。他們的婚姻導致羅莎琳取消了就讀喬治亞州立女子學院的計劃，她原本計劃在那裡學習室內設計。
這對夫婦共育有四個子女：約翰·威廉·“傑克”（生於1947年）、詹姆斯·厄爾·“奇普”三世（生於1950年）、唐納·杰弗裡·“傑夫”（生於1952年）和艾米·林恩（生於1967年）。 由於吉米的軍事職責，前三個孩子出生在該國的不同地區，遠離喬治亞州。在那段時間裡，羅莎琳享受著獨自撫養孩子所獲得的獨立。然而，當吉米在1953年得知父親即將去世後，她反對吉米辭職返回普萊恩斯，他們的關係面臨第一次重大危機。吉米反映，由於他的決定，她“盡可能避免與我交談”，而是透過孩子與他互動。卡特夫婦是紐約洋基職業棒球隊的球迷，直到勇士隊搬到亞特蘭大為止。 他們說他們上床睡覺時從來不會互相爭吵。

### 健康
1977年4月，罗莎琳·卡特接受了切除非惡性乳房腫瘤的手術。 1977年8月，她在貝塞斯達海軍醫院接受了婦科手術， 她的新聞秘書瑪麗·霍伊特稱這是例行公事。

### 逝世
隨着岁月的增長，羅莎琳晚年患上失智症。2023年，前總統卡特夫婦先後公開（吉米·卡特於2月18日，羅莎琳於11月17日宣布）接受臨終關懷，同年11月19日，羅莎琳因衰老等自然原因而逝世，享耆寿96歲。